# Maryam Hosseinkhah
Maryam Hosseinkhah är en iransk journalist och människorättsaktivist, känd för sin kamp för kvinnors rättigheter i Iran. 

## Biografi
Hosseinkhah skriver regelbundet för ett flertal webbplatser och deltar i kampanjer som protesterat mot Irans kvinnodiskriminerande lagar. Bland annat när det gäller äktenskap, skilsmässor och vårdnad av barn. Hosseinkhah har bland annat skrivit regelbundet för tidningar och webbplatser, däribland den feministiska webbplatsen Zanestan.
Utöver sin journalistiska gärning är Hosseinkhah engagerad för kampanjen Change for Equality vid Women's Cultural Center i Teheran. Kampanjen samlar in namnunderskrifter för att få igenom reformer i landet av lagstiftning som avser kvinnors rättigheter.
Hosseinkhah frihetsberövades av iranska myndigheter 17 november 2007 för att ha spridit propaganda och lögner mot systemet. Hon förblev frihetsberövad till 3 januari 2008, då hon släpptes mot borgen i avvaktan på rättegång. Rättegången ägde rum i augusti 2008, och Hosseinkhah dömdes till sex månaders fängelse. Efter att domen överklagades av Hosseinkhah ändrades straffet till fyra års fängelse i januari 2009.
Hosseinkhah lämnade då Iran och kunde flytta till London.